# Elena de Gallura
Elena de Gallura (née vers 1190 – morte vers 1220) est la fille et successeur de Barisone II de Gallura et d'une certaine Odolina de la famille de Lacon-Gunale. Première souveraine régnante en Sardaigne les suivantes seront Benedetta de Cagliari, Adelasia de Torres et Giovanna Visconti de Gallura. Elle règne sur le judicat de Gallura de la mort de son père jusqu'à son propre décès bien qu'elle soit évincée du pouvoir par son époux après 1207.

## Biographie
Lorsque Barisone meurt en 1202/1203, il laisse Elena et le judicat sous la protection du pape Innocent III qui adresse une lettre à Biagio, l'archevêque de  Torres, le chargeant d'assurer une succession paisible à Gallura, en organisant un mariage pour la jeune Elena. La perspective d'ingérence de Guillaume de Massa, comita de Torres du judicat de Logudoro, ainsi que d'Hugone Ier et de Pietro II d'Arborée était telle que le pape adresse une seconde lettre aux juges, pour leur demander de respecter l'autorité de Biagio en la matière.
Le 15 septembre 1203, Innocent intervient auprès de Guillaume pour qu'il mette en échec les manœuvres de l'un de ses proches, son beau-frère le margrave Guiglielmo Malaspina qui cherchait à s'emparer la main d'Elena et lui demande de l’expulser de Gallura. Le juge de Cagliari lui propose de considérer comme un époux digne de la jeune fille un certain Ittocorre de Gunale, le frère de Comita de Torres. Le pontife confirme à Guillaume et à Comita, de se conformer aux directives de l'archevêque Biagio. En effet Innocent III désire pour Elena un époux qui ne soit pas « suspect » aux yeux de autres juges.
En juillet 1204, le souverain pontife écrit directement à Elena, lui recommandant de suivre sa volonté, ainsi qu'a sa mère Odolina, à l'archevêque de Cagliari Riccus et au peuple de Gallura exigeant qu'ils se soumettent à la décision de Biagio. L’évêque de Civita Philippe alors se rend à Rome pour recevoir les instructions du Saint-Siège relative aux modalités du mariage. Guillaume de Massa intervient une dernière fois pour proposer un candidat acceptable en la personne d'un margrave inconnu. Le 11 mai 1206, Elena est informée qu'elle doit épouser Trasimond, un cousin du pape. En août, Innocent III envoie une lettre ordonnant à l'épiscopat de Sardaigne de conclure ce mariage. Toutefois Elena s'y refuse et épouse un noble de Pise nommé Lamberto Visconti di Eldizio. Lorsque Elena meurt vers 1220, Lambert se remarie immédiatement avec Benedetta de Cagliari. Plus tard le fils d'Elena Ubaldo Visconti de Gallura accédera au trône de Gallura.